# كليف ليفينغستون
كليف ليفينغستون (بالإنجليزية: Cliff Levingston)‏ مواليد 4 يناير 1961 في سان دييغو، هو لاعب كرة سلة محترف أمريكي سابق تحول إلى التدريب بعد الاعتزال بدأ مسيرته الاحترافية في سنة 1982 حيث تم اختياره من قبل فريق ديترويت بيستونز خلال الدرافت، وحمل الرقم 53. يبلغ طوله 6 قدم 8 بوصة (2.0 م). اعتزل اللعب في 1995.

## فرق لعب لها
- ديترويت بيستونز
- أتلانتا هوكس
- شيكاغو بولز
- فيرتوس بالاكانسترو بولونيا
- دنفر ناغتس

## روابط خارجية
- كليف ليفينغستون على موقع إن بي أي (الإنجليزية)
- كليف ليفينغستون على موقع سبورتس رفرنس (الإنجليزية)
- كليف ليفينغستون على موقع كرة السلة الأوروبية.كوم (الإنجليزية)
- كليف ليفينغستون على موقع كلية كرة السلة في سبورتس رفرنس.كوم (الإنجليزية)
- كليف ليفينغستون على موقع ريلجم (الإنجليزية)
- كليف ليفينغستون على موقع بروبوليرز (الإنجليزية)